# Liste der Bodendenkmäler in Fellen
Auf dieser Seite sind die Bodendenkmäler in der unterfränkischen Gemeinde Fellen zusammengestellt. Diese Tabelle ist eine Teilliste der Liste der Bodendenkmäler in Bayern. Grundlage ist die Bayerische Denkmalliste, die auf Basis des Bayerischen Denkmalschutzgesetzes vom 1. Oktober 1973 erstmals erstellt wurde und seither durch das Bayerische Landesamt für Denkmalpflege geführt wird. Die folgenden Angaben ersetzen nicht die rechtsverbindliche Auskunft der Denkmalschutzbehörde.

## Bodendenkmäler in Fellen
| Lage                          | Objekt | Akten-Nr.     | Bild                          |
| ----------------------------- | --- | ------------- | ----------------------------- |
| (Standort)                    | Körpergräber vor- und frühgeschichtlicher oder mittelalterlicher Zeitstellung.                                                             | D-6-5823-0002 |                               |
| Fellener Straße 11 (Standort) | Befunde der frühen Neuzeit im Bereich der katholischen Filialkirche St. Kilian von Wohnrod.                                                | D-6-5823-0030 |                               |
| Barbarossastraße 9 (Standort) | Vorgängerbauten sowie Befunde des Mittelalters und der frühen Neuzeit im Bereich der katholischen Filialkirche St. Maria von Rengersbrunn. | D-6-5823-0032 | Vorgängerbauten sowie Befunde |